# Håvard Moseby
Håvard Moseby (28 luglio 1999) è un fondista norvegese.

## Biografia
Håvard Moseby, attivo dal gennaio del 2016, ai Mondiali juniores di Kandersteg/Goms 2018 ha vinto la medaglia d'oro nella staffetta e a quelli di Lahti 2019 la medaglia d'argento nella 30 km a partenza in linea; in Coppa del Mondo ha esordito il 4 dicembre 2021 a Lillehammer in una 15 km (8º) e ha ottenuto il primo podio di tappa il 29 dicembre 2024 a Dobbiaco nella 15 km del Tour de Ski (3º). Non ha preso parte a rassegne olimpiche o iridate.

## Palmarès

### Mondiali juniores
- 2 medaglie:
  - 1 oro (staffetta a Kandersteg/Goms 2018)
  - 1 argento (partenza in linea a Lahti 2019)

### Coppa del Mondo
- Miglior piazzamento in classifica generale: 35º nel 2023

#### Coppa del Mondo - competizioni intermedie
- 1 podio di tappa:
  - 1 terzo posto